# 케르겔렌 해대

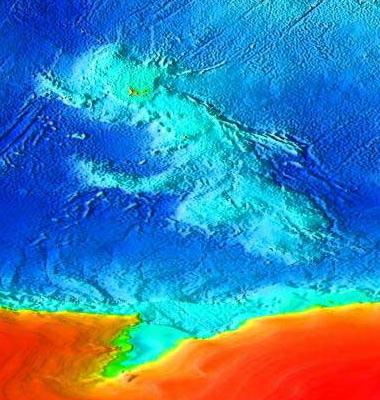

케르켈렌 해대(Kerguelen Plateau)은 인도양 남부에 위치한 해저 대지이자 거대한 화성암 암석구이며, 가라앉은 대륙이기도 하다. 호주 남서쪽으로 약 3,000km 떨어져 있으며, 크기는 일본의 3배에 가깝다. 이 고원은 북서-남동으로 약 2,200km 정도로 뻗어있으며, 깊은 물 속에 잠겨있다.
케르겔렌 해대는 약 1억 3천만 년 전 곤드와나의 분열 이후 생성된 케르겔렌 열점에 의해 만들어졌다. 이 고원의 작은 부분은 프랑스 영토인 케르겔렌 제도와 호주 영토인 허드 맥도널드 제도를 형성한다. 허드 맥도널드 제도에서는 간헐적인 화산 활동이 계속되고 있다.